# Körömreszelő

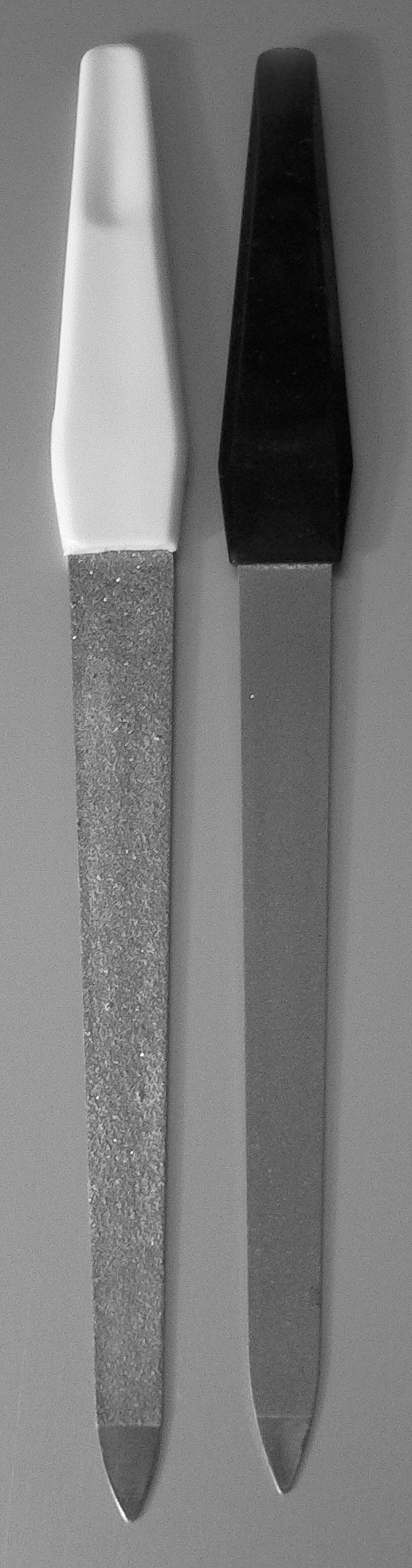
Körömreszelők

A körömreszelő a köröm széleinek csiszolására használt eszköz. Pedikűr és manikűr közben használják, miután a körömcsipesszel le lett vágva a köröm. Készülhet fémből, csiszolóporból, kerámiából, üvegből, kristályból. Az első fém körömreszelőket az 1900-as években kezdték gyártani.

## Anyagok

### Csiszolóléc

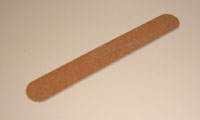
A csiszolóléc

A csiszolóléc általában egy darab kartonpapír, amelyre csiszolószemcséket, vagy smirglipapírhoz hasonló anyagot ragasztanak, ezzel egyaránt hatékonnyá és hajlékonnyá téve őket a köröm ápolásában. A manikűrösök használják a köröm formájának kialakítására és a frissen vágott köröm élének letompítására a manikűr és pedikűr folyamán. A csiszolóléc olcsó és eldobható, ez higiénikus alternatívája a fémből készült körömreszelőnek. A csiszolólécet J. Parker Pray New Yorkban szabadalmaztatta, 1883-ban.
A csiszolóléc általában kevésbé hatékonyabb mint a fémből készült körömreszelő, ezért tovább tart vele a köröm csiszolása. A körömreszelők gyakran okolhatók betegségátvitelért is, ha egynél több ember használja őket megfelelő sterilizáció nélkül. A csiszolóléc általában olcsóbb mint a fémből készült körömreszelő, ezért gazdaságosabb megsemmisíteni őket használat után. 
A köröm formája pontosan kialakítható könnyed, simításszerű mozdulatokkal, amelyeket egy irányból tesznek. Húsz-harminc finom húzás általában elég ahhoz, hogy a hosszabb körmöt is rövidebbre csiszolja, míg öt-tíz mozdulattal a köröm formája adható meg.
A gitáron játszók gyakran használják arra a csiszolólécet, hogy a húrok által okozott bőrkeményedéseiket elsimítsák.

### Üveg
Az üvegből készült reszelők nemrég óta kaphatóak. Míg ez a típus simább és egyenletesebb felülettel rendelkezik, nem repeszti meg a körmöt, mint a csiszolóléc vagy a fém körömreszelő. Ez a tulajdonsága kedvelt eszközévé tette a manikűrösöknek, noha időnként nehezebb fellelni a boltokban.

## Története
Míg a modern körömreszelő csupán a 19. század végén tűnt fel, a reszelő-szerű eszközökre utaló bizonyítékok megtalálhatóak a múltban is.  Mária Antónia megszállottja volt a 'lime a ongles'-nak, ami egy habkőből készült körömreszelő-szerű eszköz volt. Látván a tökéletesen formált körmeit, ez azonnal a legfelkapottabb női divattá vált a Versailles-i Francia Királyi Udvarban. A habkövet ceruza alakúra faragták, amellyel kurtították és formázták a köröm széleit. Ezt az eszközt nem semmisítették meg használat után, hanem a szobalány kézzel megmosta, majd a fürdőkádhoz készítette, további használatra.